# Mentor, Kentucky
Mentor är en stad (city) i Campbell County i delstaten Kentucky, USA. 2010 hade staden 193 invånare.